# أنطوان راب
أنطوان راب (بالفرنسية: Anton Raab)‏ هو لاعب كرة قدم ومدرب كرة قدم فرنسي، ولد في 16 يوليو 1913 في فرانكفورت في ألمانيا، وتوفي في 12 ديسمبر 2006 في نانت في فرنسا. لعب مع آينتراخت فرانكفورت وباريس تشارينتون وستاد رين ونادي نانت.

## روابط خارجية
- أنطوان راب على موقع قاعدة بيانات كرة القدم.إي يو (الإنجليزية)